# 勒布瓦勒
勒布瓦勒（法語： Le Boisle，法語發音：[lə bwal]）是法国上法蘭西大區索姆省的一个市镇，属于阿布维尔区。

## 地理
勒布瓦勒（50°16'17"N, 1°59'4"E）面积11.68 平方千米，位于法国上法蘭西大區索姆省，该省份为法国北部沿海省份，北起加来海峡省和北部省，西接滨海塞纳省和大西洋英吉利海峡，南至瓦兹省，东临埃纳省。
与勒布瓦勒接壤的市镇（或旧市镇、城区）包括：拉布鲁瓦、欧蒂河畔拉耶、托朗、布夫莱尔、布拉伊科尔讷奥特、欧蒂河畔栋皮埃尔、埃斯特雷莱克雷西、盖沙尔。

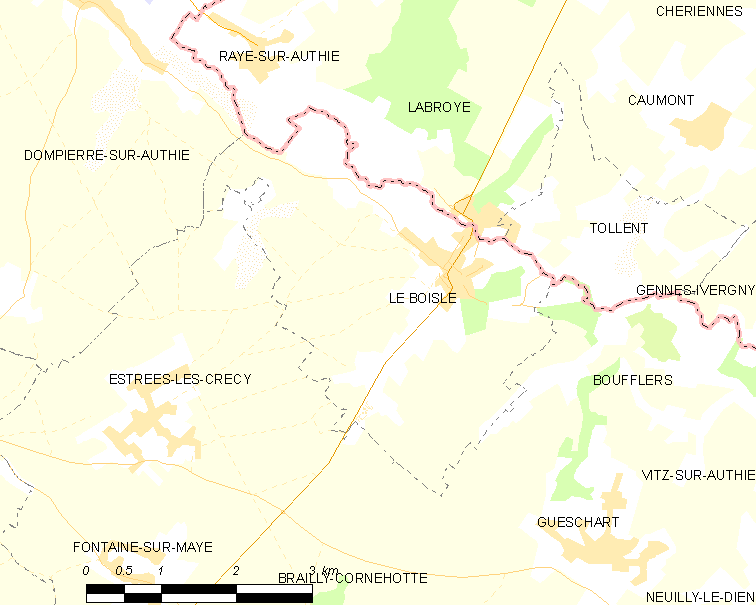
勒布瓦勒的OSM定位图

勒布瓦勒的时区为UTC+01:00、UTC+02:00（夏令时）。

## 行政
勒布瓦勒的邮政编码为80150，INSEE市镇编码为80109。

## 政治
勒布瓦勒所属的省级选区为吕镇县。

## 人口

1962-2008年间勒布瓦勒人口变化图示

勒布瓦勒于2022年1月1日时的人口数量为330人。